# Krabach (Sieg)
Der Krabach  ist ein – zusammen mit seinem längeren linken Oberlauf Meisenbach – etwa zehn Kilometer langer, nord- bis nordwestwärts laufender  linker Zufluss der Sieg im nordrhein-westfälischen Rhein-Sieg-Kreis.

## Geographie

### Verlauf

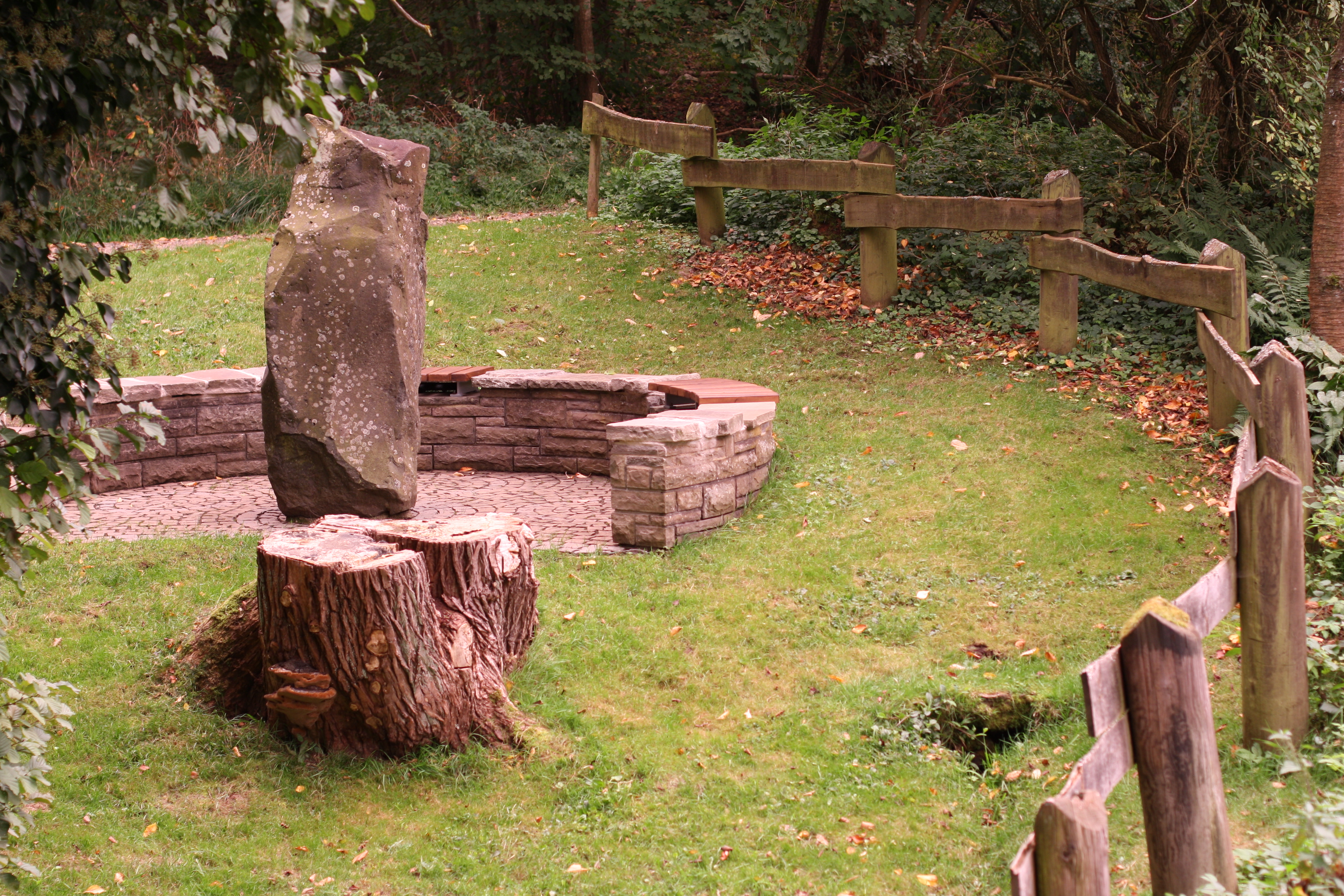
Quelle Krabach

Der Krabach entspringt an der Landesgrenze zu Rheinland-Pfalz am Gebietsviereck der Kommunen Hennef im Nordwesten, Eitorf im Nordosten (beide in Nordrhein-Westfalen) sowie Kircheib im Südosten und Buchholz im Südwesten (beide in Rheinland-Pfalz) und fließt auf zunächst nordwestlichem Lauf nahe an Hennef-Meisenbach vorbei.
Ab dem Zufluss des Meisenbachs aus dem Südsüdosten, des bedeutenderen Oberlaufs, strebt der Krabach in sich eintiefendem und teils gewundenem Tal meistens nordwärts. Das Tal ist bis zum links liegenden Ort Kau kurz vor dem Mündungsort Bach unbesiedelt. In Bach steht die einzige Mühle rechts am Lauf, ihr gegenüber liegt der Ortsteil Schützenau wie zuvor Kau in Richtung Niederscheid.
Etwas oberhalb im Siegtal liegt der Ortsteil Happach von Eitorf. Untergegangen ist der Ortsteil Oberbach.

### Einzugsgebiet
Der Krabach ist bis fast zuletzt, wo das Eitorfer Gebiet etwas über den Bach und die zwei anderen Mündungsorte hinweg reicht, die Grenze zwischen der Gemeinde Eitorf rechtsseits und der Stadt Hennef linksseits. Er trennt die Landschaften Lindscheid rechts und Süchterscheid links des Laufes. Sein Einzugsgebiet ist etwa 19,8 km² groß.

### Zuflüsse
Von der Quelle zur Mündung. Auswahl.
- Meisenbach, von links nördlich von Meisenbach. Hydrologischer Oberlauf
- Lindscheider Bach, von rechts
- Hellbach, von rechts
- Herlingsbach oder Schlenkebach, von rechts
- Ravensteiner Bach, von links
- Birkenbach(ssiefen), von rechts